# 宏匯廣場
宏匯廣場（英語：HONHUI PLAZA，官方名稱：新北市新莊AU捷運商城興建營運移轉案），是一間位於臺灣新北市新莊區的大型購物中心，為宏匯企業集團投資的新莊Au捷運商城BOT案，擁有3.1萬坪的商場空間，引進400個品牌，影城由美麗新影城營運，並獨家引進日本娛樂品牌，設置日本索尼音樂集團旗下表演場館「Zepp New Taipei」、以及萬代南夢宮控股旗下萬代南夢宮遊藝虛擬實境體驗樂園「VR ZONE NewTaipei」，2020年9月26日開業（7月31日試營運）。

## 歷史
- 2017年3月31日：舉行動土典禮[2]。
- 2019年3月29日：舉行上梁典禮[3]。
- 2020年7月31日：宏匯廣場試營運[4]。
- 2020年9月26日：宏匯廣場正式開業。
- 2021年5月24日至6月30日：因新冠肺炎（COVID-19）疫情自主停業38天。[5]
- 2021年10月1日：與星宇航空（STARLUX Airlines）合作，進駐商場。[6]

## 樓層簡介
| 樓層 | 名稱                                              |
| ---- | ------------------------------------------------- |
| 10F  | 顧客服務中心 Service Center                       |
| 8~9F | 娛樂新基地 Entertainment Base （Zepp New Taipei） |
| 7F   | 美饌天地 Food Court                               |
| 6F   | 悠活品味 Home Furnishings                         |
| 5F   | 歡樂童話 Children's World                         |
| 4F   | 運動休閒 Sports & Leisure                         |
| 3F   | 繽紛魅力 Young Collection                         |
| 2F   | 都會風尚 Modern Fashion                           |
| 1F   | 時尚大道 Fashion Avenue                           |
| B2   | 樂匯市集 Supermarket                              |

## 相關事項
- BOT模式
- 臺灣BOT列表
- 宏匯集團
  - 內科之心
  - 臺北雙子星

## 外部連結
- 宏匯廣場 （页面存档备份，存于）
- 台灣公司資料
- 宏匯廣場的Facebook專頁
- 宏匯廣場的Instagram帳戶